# フジノオー
フジノオーは日本の競走馬。1960年代に中山大障碍を4連覇し、イギリスのグランドナショナルにも挑戦、フランスで2勝（レーヌ賞、クリスチャン・ド・レルミット賞）を挙げている。世紀の名ジャンパーと呼ばれた。

## 出自
父はウォーアドミラル産駒で1945年のサンフアンカピストラーノハンデキャップの勝ち馬ブリッカバック、母はオーストラリア産のベルノートであり、ともに馬主の藤井一雄が輸入した。ブリッカバックは障害の名種牡馬であり、サチフジ（京都大障碍2勝）やフジノホマレ（中山大障碍）など一流障害馬が多数輩出した。全弟にフジノチカラ（東京障碍特別）がいる。

## 戦績

### 中央競馬
1962年1月に平地競走でデビューするが、当初からあまり期待されておらず、成績も15戦1勝という平凡なものだった。しかしその血統から陣営は障害競走の素質ありと判断し、4歳の秋に早々と転向。そして1963年中山の正月開催で障害3戦目にして勝ちあがった。その後2勝を挙げ初めて挑んだ中山大障碍はイカホに次ぐ2番人気に支持されたが、3つ目の1、2コーナー中間の竹柵障害で落馬競走中止する。しかしフジノオー自身は転倒することなくカラ馬のまま全ての障害を飛越して完走した。そしてこのレースを最後に障害転向後のフジノオーの主戦騎手を務めていた中沢一男はフジノオーの鞍上から降板させられた。
当時は10月に行われていた秋の大障碍は4頭立てで行われ、入障後8連勝と勢いのあったタカライジンが圧倒的1番人気、そしてフジノオーは最低人気での出走だったが、フジノオーは最後方から向こう正面で2頭を交わし、そして直線で逃げ切りをはかったタカライジンを残り50mで抜き去って優勝した。その時の鞍上は横山富雄で、以後の大障碍優勝は全て横山とのコンビで達成している。
翌年春の大障碍も再びタカライジンと対決した。前年秋はフジノオー56kg、タカライジン57kgだったのに対して、フジノオー61kg、タカライジン59kgでの出走であったため、再びタカライジンが1番人気となった。レースではキンタイムがまず逃げたが、大竹柵で逡巡して逸走しかけたためここでタカライジンが先頭にかわった。その後向正面からフジノオーとタカライジンのマッチレースとなったが、直線の坂を越えてフジノオーが抜け出し、タカライジンに1馬身半のリードをつけて大障碍を連覇した。この時点で、フジノオーは引退して五輪馬術用の乗馬として寄贈する話が出たが、藤井と調教師の橋本は飼料管理のおろそかになりがちなアマチュア馬術に渡すことに不安を持ったため、結局、フジノオーは現役を続行し、大障碍3連覇を目指すことになった。
そして秋の大障碍は5頭立てとなったが、フジノオー、タカライジンの2頭以外は完全に圏外であると評価されていた。レースでも逃げるタカライジンをフジノオーが2番手で追走し、向こう正面の置き障害を越えると馬体を並べてのマッチレースとなり、直線を向いてタカライジンが一旦はフジノオーを振り切ったものの、坂を越えて再びフジノオーが差し返し、1馬身1/4の差をつけて大障碍3連覇を達成した。
そして1965年春はすでにタカライジンがおらず、フジノオーは完全に一人旅で4連覇を達成。2着には弟のフジノチカラが大差で入線した。
しかし、5連覇を狙った同年秋の大障碍は馬場改修に伴い4200mと100m延長して行われたが、中山競馬場のダートコース新設によりスタンド前障害走路の外周りコースが廃止され大生垣のある内コースが一般競走でも使用されることとなったため、大生垣はそれまでより10cm低い140cmの通常の生垣障害に変更された。これによって、飛越の巧さで勝負してきたフジノオーにとっては不利な条件となった。結果、68kgのフジノオーに対して、54kgと14kgの斤量差を活かしたミスハツクモの2着に敗れた。更に、日本中央競馬会は翌1966年より中山大障碍を優勝馬が出走できない勝ち抜け制度にすることを発表したため、フジノオーが大障碍5勝目を狙うことは不可能となり、事実上、フジノオーは日本の障害界から締め出されることになった。

### ヨーロッパ遠征
そして1966年、英ジョッキークラブからの招待を受けたフジノオーはイギリス最高峰のレース、グランドナショナル出走のために長期遠征を敢行した。これは日本の競走馬として初めてのヨーロッパ遠征となる。招待を受けたものの、グランドナショナルは招待レースではないためアメリカ遠征を行った同時期のリユウフオーレル、タカマガハラと違い、全てオーナーが負担しての遠征となった。なお、日本中央競馬会からの補助もなかった。藤井はパンアメリカン航空から航空機を1機チャーターしたが、片道で800万円以上かかったという。
さらに、前年秋の東京競馬場における伝貧の影響で検疫のためアメリカを経由しなければならなくなり、また出国の直前で肩にフレグモーネを発症するなどトラブル続きとなった。そして、イギリス到着からグランドナショナル当日まで僅か2ヶ月しかなく、また、フレグモーネの影響もあり調整が難航したため一時回避説も流れるほどであったが、ようやく本番9日前の3月17日に海外初出走を遂げた。このミルドメイオブフリートチャレンジカップでフジノオーはトップハンデの12 1/2ストーン (79.4kg) の酷量を背負いながら12頭中6着とまずまずの成績を残した。
そして、3月26日に行われたグランドナショナルでは、雨とトップハンデの12ストーン (76.2kg) という厳しい条件のなか果敢に障害に挑んでいったフジノオーはビーチャーズブルック、バレンタインズブルックなどの難障害をクリアしていったものの、第15障害のザ・チェアー（空壕障害）で飛越拒否により競走を中止した。なお、同競走では47頭が出走し、完走は僅か12頭であった。
その後もヨーロッパ遠征を続け、フランスに移り、翌1967年4月18日にアンギャン競馬場で行われたレーヌ賞で障害・平地競走を通じて日本馬初のヨーロッパでの勝利、また日本馬としてハクチカラに次いで2頭目の日本国外の重賞制覇を達成した。同年9月5日にコンピエーニュ競馬場で行われたクリスチャン・ド・レルミット賞で2勝目をあげ、同年9月28日にアンギャン競馬場で行われたソローニュ賞を最後に引退。同年12月に帰国し、翌1968年3月10日に中山競馬場で引退式が行われた。
なおヨーロッパ時代は全てのレースで現地の騎手が鞍上を務めた。また、現在でも記録上唯一の日本馬による海外障害競走遠征馬かつ勝利馬である。

## 競走成績
- 1962年（17戦1勝）
- 1963年（17戦8勝）
  - 中山大障害（秋）
- 1964年（16戦11勝） - 最優秀障害馬
  - 中山大障害（春）、中山大障害（秋）
- 1965年（13戦3勝） - 最優秀障害馬
  - 中山大障害（春）
- 1966年（10戦0勝） - ヨーロッパ遠征
- 1967年（6戦2勝） - ヨーロッパ遠征
  - レーヌ賞、レルミット賞

## エピソード
- フジノオーの母ベルノートは藤井がオーストラリアで購入した7頭のうちの1頭だったが、当時は活馬輸入が自由化されておらず煩雑な手続きが必要だった。この手続きに不備があったため当初予定していた横浜での陸揚げができなくなり、三重県の四日市に移動したがここでも許可されず、最終的に福岡県の門司で陸揚げすることができたものの、その間に船中で2頭が死亡、そして陸揚げ後に新たに1頭死亡したため4頭しか残らなかった。さらに、ベルノートは農林省畜産局競馬部（国営競馬）での競走馬登録が受理されず、九州の地方競馬でも却下。最終的に藤井と同郷の先輩である佐藤栄作の口利きによって国営競馬への登録を認められた。すでにベルノートは6歳となっていたが、翌年に繁殖に上がるまでに13戦3勝の成績を残した。
- フジノオーは行方不明になったことがある。2歳の秋にフジノオーが牧場から輸送された際に橋本が下総中山駅[要出典]に引き取りに行ったが、到着が1日早まっていた関係でフジノオーはどこかに連れて行かれた後だった。探した結果船橋競馬場にいることが分かったが、船橋競馬場に行ってもどこの厩舎にいるかわからず、藤井と橋本はともになかば諦めていた。しかし、帰り際に四角い馬を見つけて職員に問いただしたところ、下総中山駅にいた積み残しの馬だということなのでこの馬がフジノオーだと判断してつれて帰った。藤井は「このように当時のフジノオーはあまりパッとした存在ではなかった」と回想している。

## 血統表
| フジノオーの血統（マンノウォー系 / アウトブリード） | フジノオーの血統（マンノウォー系 / アウトブリード） | フジノオーの血統（マンノウォー系 / アウトブリード） | （血統表の出典）    | （血統表の出典） |
| 父 *ブリッカバック Bric a Bac 1941 栗毛             | 父の父War Admiral 1934 黒鹿毛                       | Man o'War                                           | Fair Play           | Fair Play        |
| 父 *ブリッカバック Bric a Bac 1941 栗毛             | 父の父War Admiral 1934 黒鹿毛                       | Man o'War                                           | Mahubah             |                  |
| 父 *ブリッカバック Bric a Bac 1941 栗毛             | 父の父War Admiral 1934 黒鹿毛                       | Brushup                                             | Sweep               | Sweep            |
| 父 *ブリッカバック Bric a Bac 1941 栗毛             | 父の父War Admiral 1934 黒鹿毛                       | Brushup                                             | Annette K.          |                  |
| 父 *ブリッカバック Bric a Bac 1941 栗毛             | 父の母Bloodroot 1932 鹿毛                           | Blue Larkspur                                       | Black Servant       | Black Servant    |
| 父 *ブリッカバック Bric a Bac 1941 栗毛             | 父の母Bloodroot 1932 鹿毛                           | Blue Larkspur                                       | Blossom Time        |                  |
| 父 *ブリッカバック Bric a Bac 1941 栗毛             | 父の母Bloodroot 1932 鹿毛                           | Knockaney Bridge                                    | Bridge of Earn      | Bridge of Earn   |
| 父 *ブリッカバック Bric a Bac 1941 栗毛             | 父の母Bloodroot 1932 鹿毛                           | Knockaney Bridge                                    | Sunshot             |                  |
| 母 *ベルノート Bell Note 1949 鹿毛                  | 母の父Midstream 1933 鹿毛                           | Blandford                                           | Swynford            | Swynford         |
| 母 *ベルノート Bell Note 1949 鹿毛                  | 母の父Midstream 1933 鹿毛                           | Blandford                                           | Blanche             |                  |
| 母 *ベルノート Bell Note 1949 鹿毛                  | 母の父Midstream 1933 鹿毛                           | Midsummer                                           | Abbots Trace        | Abbots Trace     |
| 母 *ベルノート Bell Note 1949 鹿毛                  | 母の父Midstream 1933 鹿毛                           | Midsummer                                           | Dew of June         |                  |
| 母 *ベルノート Bell Note 1949 鹿毛                  | 母の母Golden Emblem 1942 栗毛                       | Hall Mark                                           | Heroic              | Heroic           |
| 母 *ベルノート Bell Note 1949 鹿毛                  | 母の母Golden Emblem 1942 栗毛                       | Hall Mark                                           | Herowinkie          |                  |
| 母 *ベルノート Bell Note 1949 鹿毛                  | 母の母Golden Emblem 1942 栗毛                       | Hasta                                               | Spearhead           | Spearhead        |
| 母 *ベルノート Bell Note 1949 鹿毛                  | 母の母Golden Emblem 1942 栗毛                       | Hasta                                               | Charmarcia F-No.1-j |                  |